# Lakshmisagara, Srinivaspur
Lakshmisagara là một làng thuộc tehsil Srinivaspur, huyện Kolar, bang Karnataka, Ấn Độ.